# Beauty and the Beast (filme de 2017)
Beauty and the Beast (bra: A Bela e a Fera; prt: A Bela e o Monstro) é um filme musical estadunidense do género fantasia romântica, dirigido por Bill Condon e escrito por Stephen Chbosky e Evan Spiliotopoulos. É uma produção da Walt Disney Pictures, baseado no conto de fadas homónimo de Jeanne-Marie Leprince de Beaumont e no filme de animação de 1991 da Disney. O elenco principal é formado por Emma Watson, Dan Stevens, Luke Evans, Kevin Kline, Josh Gad, Ewan McGregor, Stanley Tucci, Audra McDonald, Gugu Mbatha-Raw, Ian McKellen e Emma Thompson. No filme, Bela é feita prisioneira de uma fera temível no seu castelo encantado e aprende a olhar além da sua aparência, evitando um caçador narcisista que procura casar com ela.
As filmagens ocorreram no estúdio Shepperton Studios, em Surrey, Reino Unido, de 18 de maio a 21 de agosto de 2015. O filme estreou-se nos Estados Unidos a 17 de março de 2017, nos formatos 2D, Disney Digital 3-D, RealD 3D, IMAX 3D e 4DX. Estreou-se em Portugal e no Brasil a 16 de março de 2017 e em Angola e Moçambique a 17 de março do mesmo ano. Beauty and the Beast recebeu críticas geralmente favoráveis, destacando-se as performances do elenco, em especial Evans e Gad, a narrativa, fidelidade ao longa-metragem animado, fotografia, direção de arte e trilha sonora. Arrecadou mais de US$ 1,2 bilhão mundialmente, contra um orçamento de US$ 160 milhões, sendo a segunda maior bilheteria no mercado doméstico, Estados Unidos e Canadá, no ano e também ocupando a segunda posição entre os filmes mais rentáveis de 2017, ficando atrás apenas de Star Wars: The Last Jedi. Além de ser o décimo nono maior abertura da história no mercado interno com US$ 174,7 milhões, é a 2° maior arrecadação entre os remakes em live-action dos clássicos de animação da Disney, atrás apenas de The Lion King (2019) que arrecadou 1,6 bilhão em 2019. Recebeu duas indicações ao 71.º British Academy Film Awards, concorrendo nas categorias de Melhor Direção de Arte e Melhor Figurino, além de também ser indicado nas categorias de Melhor Direção de Arte e Melhor Figurino na 90.ª cerimônia do Oscar.

## Enredo
Bela (Belle) é uma jovem que se torna prisioneira do Monstro/Fera no seu castelo em troca da liberdade do seu pai Maurice. Apesar dos seus medos, ela faz amizade com o grupo encantado do castelo e aprende a olhar além do exterior do príncipe Adam para reconhecer o verdadeiro coração e a alma humana dele. Também há um caçador chamado Gaston que quer levar Bela para si mesmo e caçar o príncipe Adam a qualquer custo.

## Elenco
- Emma Watson como Bela (Belle)[17]
- Dan Stevens como Beast, o príncipe (Monstro/Fera)[18]
- Luke Evans como Gaston[19]
- Kevin Kline como Maurice[20]
- Josh Gad como Le Fou[21]
- Ewan McGregor como Lumière[22]
- Stanley Tucci como Cadenza[23]
- Audra McDonald como Madame  Garderobe[24]
- Gugu Mbatha-Raw como Plumette[25]
- Ian McKellen como Cogsworth (Horloge)[26]
- Emma Thompson como Mrs. Potts (Madame Samovar)[20]
- Nathan Mack como Chip (Zip)
- Adrian Schiller como Monsieur D'Arque
- Hattie Morahan como Enchantress/Agathe (Feiticeira/Ágata)
- Thomas Padden como Chapeau
- Clive Rowe como Cuisinier
- Gerard Horan como Jean Potts (Senhor Samovar)
- Jimmy Johnston, Dean Street e Alexis Loizon como Tom, Dick e Stanley
- [[Gizmo (Cãozinho)]] como FrouFrou
- Zoe Rainey como Mãe da Bela
- Tom Turner como o Rei (pai da Fera)
- Harriet Jones como a Rainha (mãe da Fera)
- Ray Fearon como Père Robert, o Dono da Biblioteca
- Sophie Reid, Rafaëlle Cohen e Carla Nella como as Moças da Vila (Eliana, Elise e Eloise)

### Dublagem Brasileira
| Personagem (BR/PT)             | Ator/Atriz      | Dublador(a)                              |
| ------------------------------ | --------------- | ---------------------------------------- |
| Bela                           | Emma Watson     | Giulia Nadruz                            |
| Fera/Monstro                   | Dan Stevens     | Gabriel Cordeiro (criança) Fábio Azevedo |
| Gaston                         | Luke Evans      | Nando Pradho                             |
| Maurice                        | Kevin Kline     | Rodrigo Miallaret                        |
| Le Fou                         | Josh Gad        | Alirio Bossle Netto                      |
| Lumière                        | Ewan McGregor   | Ivan Parente                             |
| Cadenza                        | Stanley Tucci   | Sérgio Rufino                            |
| Madame Garderobe               | Audra McDonald  | Simone Luiz                              |
| Plumette                       | Gugu Mbatha-Raw | Bianca Tadini                            |
| Horloge/Relógio                | Ian McKellen    |                                          |
| Madame Samovar/Senhora Samovar | Emma Thompson   | Cidalia Castro                           |
| Zip/Chip                       | Nathan Mack     | Gustavo Baroli                           |
| Ágata                          | Hattie Morahan  |                                          |
| Père Robert                    | Ray Fearon      |                                          |

## Produção

### Desenvolvimento
Em 2009, a Disney começou a desenvolver adaptação cinematográfica com atores reais do musical da Broadway de 1994. No entanto, numa entrevista feita com Den of Geek, o compositor Alan Menken declarou que a versão cinematográfica prevista do espetáculo musical Beauty and the Beast "acabou sendo entalada."
Em abril de 2014, foi noticiado que a Disney tinha começado a desenvolver uma nova versão em live-action de Beauty and the Beast, após produzir outros filmes de fantasia de imagem real (live-action), tais como Maleficent, Cinderella, e The Jungle Book. Em 4 de junho de 2014, Bill Condon assinou o contrato para realizar o remake de Beauty and the Beast para a Walt Disney Pictures com Evan Spiliotopoulos a escrever o argumento. Condon não somente planeou inspirar-se no filme original, mas ele também planeou incluir muito mais no filme, se não todas, as canções de Alan Menken e Tim Rice do musical da Broadway, com intenção de produzir o filme musical como uma "imagem real simples e direta, com um orçamento importante". Em setembro de 2014, foi noticiado que Stephen Chbosky (The Perks of Being a Wallflower) iria reescrever o argumento.

### Escolha do elenco
A 26 de janeiro de 2015, foi anunciado que Emma Watson tinha sido escolhida para interpretar Bela, a protagonista do filme. Dan Stevens estava em negociações para interpretar o Monstro/Fera/Príncipe, a 4 de março de 2015, que foi confirmado pelo tweet de Emma Watson a 5 de março de 2015. Luke Evans também estava em negociações para fazer o papel de vilão, Gaston, a 4 de março de 2015. Evans também foi confirmado por Watson a 5 de março de 2015. Josh Gad foi adicionado ao elenco a 13 de março de 2015 para interpretar o companheiro de Gaston, Le Fou. Emma Thompson foi adicionada ao elenco a 16 de março de 2015 para interpretar a Madame Samovar e Kevin Kline para interpretar Maurice, o pai de Bela. Audra McDonald foi escolhida para o filme, para interpretar Garderobe, o guarda-roupa, a 27 de março de 2015. Ian McKellen foi escalado a 10 de abril de 2015 para interpretar Horloge, o mordomo fiel do Monstro/Fera. A 13 de abril de 2015, Gugu Mbatha-Raw foi escolhida para interpretar Plumette, o espanador de penas. A 21 de abril foi anunciado que Ewan McGregor havia se juntado ao elenco para interpretar Lumière, o candelabro, e mais tarde naquele mesmo dia, Stanley Tucci foi escolhido para interpretar Cadenza, um personagem original criado para o filme.

### Filmagens
As filmagens no estúdio Shepperton Studios, em Londres, começaram a 18 de maio de 2015 e terminaram em 21 de agosto do mesmo ano.

### Trilha sonora
Condon originalmente planeou não apenas a inspiração no filme original, mas também planeou incluir a maioria, senão todas, as canções de Menken e Ashman do musical da Broadway, com a intenção de fazer um filme "live-action, direto e com grande orçamento em um filme musical." Alan Menken compôs as bandas sonoras instrumentais do filme, com músicas do filme original por ele e Howard Ashman, além de novo material escrito por Menken e Tim Rice. Menken disse que o filme não inclui canções que foram escritas para o musical da Broadway e em vez disso, criou três novas canções. O filme conta com uma nova versão de "Beauty and the Beast" interpretada por Ariana Grande e John Legend. A 19 de janeiro de 2017, foi confirmado pela Disney e por Céline Dion, cantora da versão original da faixa-título, que ela iria interpretar uma das novas canções originais "How Does a Moment Last Forever" que é executada durante os títulos finais.

## Lançamento
A 16 de março de 2015, a Disney anunciou que o filme seria lançado em 3D a 17 de março de 2017, nos Estados Unidos. A primeira apresentação oficial do filme aconteceu na D23 Expo em agosto de 2015.

### Marketing
Após um anúncio feito a 22 de maio de 2016, a Disney lançou o primeiro teaser trailer oficial no programa Good Morning America no dia seguinte. Nas suas primeiras vinte e quatro horas após o lançamento, o teaser trailer chegou a 91,8 milhões de visualizações, o que superou o número de visualizações naquela quantidade de tempo na história, incluindo para os teasers de outros filmes distribuídos pela Disney, como Avengers: Age of Ultron, Star Wars: The Force Awakens e Captain America: Civil War. O primeiro cartaz teaser oficial foi lançado a 7 de julho de 2016. A 2 de novembro de 2016, a revista Entertainment Weekly estreou a primeira imagem oficial na capa de sua revista para a semana, juntamente com nove novas fotos também. Uma semana depois, Emma Watson e a Disney estrearam um novo cartaz para o filme. A 14 de novembro de 2016, o primeiro trailer para cinema foi lançado novamente no programa Good Morning America. O trailer atingiu 127,6 milhões de visualizações nas suas primeiras vinte e quatro horas após o lançamento, estabelecendo um novo recorde como o trailer com mais visualizações neste espaço de tempo, batendo Fifty Shades Darker. Este recorde foi novamente quebrado pelo filme The Fate of the Furious.

## Recepção
Beauty and the Beast recebeu críticas geralmente favoráveis, destacando-se as performances do elenco, em especial Watson, Stevens e Evans, a narrativa, fidelidade ao longa-metragem animado, fotografia, direção de arte e trilha sonora. No Rotten Tomatoes, o filme acumula uma aprovação de 72% da crítica especializada e nota 7,3, de um total de 10, no IMDb.

### Prêmios e indcações
| Premiação                    | Data da cerimônia       | Categoria                                                 | Indicação                                                                           | Resultado | Ref.          |
| ---------------------------- | ----------------------- | --------------------------------------------------------- | ----------------------------------------------------------------------------------- | --------- | ------------- |
| MTV Movie & TV Awards        | 7 de maio de 2017       | Melhor Filme do Ano                                       | Beauty and the Beast                                                                | Venceu    | [ 58 ] [ 59 ] |
| MTV Movie & TV Awards        | 7 de maio de 2017       | Melhor Atuação em um Filme                                | Emma Watson                                                                         | Venceu    | [ 58 ] [ 59 ] |
| MTV Movie & TV Awards        | 7 de maio de 2017       | Melhor Beijo                                              | Emma Watson e Dan Stevens                                                           | Indicado  | [ 58 ] [ 59 ] |
| MTV Movie & TV Awards        | 7 de maio de 2017       | Melhor Dupla                                              | Josh Gad e Luke Evans                                                               | Indicado  | [ 58 ] [ 59 ] |
| Teen Choice Awards           | 13 de agosto de 2017    | Melhor Filme de Fantasia                                  | Beauty and the Beast                                                                | Venceu    | [ 60 ] [ 61 ] |
| Teen Choice Awards           | 13 de agosto de 2017    | Melhor Ator em Filme de Fantasia                          | Dan Stevens                                                                         | Indicado  | [ 60 ] [ 61 ] |
| Teen Choice Awards           | 13 de agosto de 2017    | Melhor Atriz em Filme de Fantasia                         | Emma Watson                                                                         | Venceu    | [ 60 ] [ 61 ] |
| Teen Choice Awards           | 13 de agosto de 2017    | Melhor Vilão                                              | Luke Evans                                                                          | Venceu    | [ 60 ] [ 61 ] |
| Teen Choice Awards           | 13 de agosto de 2017    | Choice Movie Ship                                         | Emma Watson e Dan Stevens                                                           | Venceu    | [ 60 ] [ 61 ] |
| Teen Choice Awards           | 13 de agosto de 2017    | Choice Liplock                                            | Emma Watson e Dan Stevens                                                           | Venceu    | [ 60 ] [ 61 ] |
| Teen Choice Awards           | 13 de agosto de 2017    | Choice Scene Stealer                                      | Josh Gad                                                                            | Indicado  | [ 60 ] [ 61 ] |
| Teen Choice Awards           | 13 de agosto de 2017    | Choice Hissy Fit                                          | Luke Evans                                                                          | Indicado  | [ 60 ] [ 61 ] |
| Teen Choice Awards           | 13 de agosto de 2017    | Choice Hissy Fit                                          | Dan Stevens                                                                         | Indicado  | [ 60 ] [ 61 ] |
| Hollywood Film Awards        | 5 de novembro de 2017   | Melhor Figurino                                           | Jacqueline Durran                                                                   | Venceu    | [ 62 ] [ 63 ] |
| Hollywood Film Awards        | 5 de novembro de 2017   | Melhor Maquiagem e Cabelo                                 | Jenny Shircore                                                                      | Venceu    | [ 62 ] [ 63 ] |
| Seattle Film Critics Society | 18 de dezembro de 2017  | Melhor Figurino                                           | Jacqueline Durran                                                                   | Indicado  | [ 64 ] [ 65 ] |
| Critics' Choice Movie Awards | 11 de janeiro de 2018   | Melhor Direção de Arte                                    | Sarah Greenwood e Katie Spencer                                                     | Indicado  | [ 66 ] [ 67 ] |
| Critics' Choice Movie Awards | 11 de janeiro de 2018   | Melhor Figurino                                           | Jacqueline Durran                                                                   | Indicado  | [ 66 ] [ 67 ] |
| Critics' Choice Movie Awards | 11 de janeiro de 2018   | Melhor Maquiagem e Cabelo                                 | Beauty and the Beast                                                                | Indicado  | [ 66 ] [ 67 ] |
| Critics' Choice Movie Awards | 11 de janeiro de 2018   | Melhor Canção                                             | Evermore                                                                            | Indicado  | [ 66 ] [ 67 ] |
| Satellite Awards             | 11 de fevereiro de 2018 | Melhor Figurino                                           | Jacqueline Durran                                                                   | Indicado  | [ 68 ] [ 69 ] |
| Visual Effects Society       | 13 de fevereiro de 2018 | Outstanding Virtual Cinematography in a Photoreal Project | Shannon Justison, Casey Schatz, Neil Weatherley e Claire Michaud por "Be Our Guest" | Indicado  | [ 70 ] [ 71 ] |
| BAFTA                        | 18 de fevereiro de 2018 | Melhor Direção de Arte                                    | Sarah Greenwood e Katie Spencer                                                     | Indicado  | [ 72 ] [ 73 ] |
| BAFTA                        | 18 de fevereiro de 2018 | Melhor Figurino                                           | Jacqueline Durran                                                                   | Indicado  | [ 72 ] [ 73 ] |
| Oscar                        | 4 de março de 2018      | Melhor Direção de Arte                                    | Sarah Greenwood e Katie Spencer                                                     | Indicado  | [ 74 ] [ 75 ] |
| Oscar                        | 4 de março de 2018      | Melhor Figurino                                           | Jacqueline Durran                                                                   | Indicado  | [ 74 ] [ 75 ] |
| Empire Awards                | 18 de março de 2018     | Melhor Atriz                                              | Emma Watson                                                                         | Indicado  | [ 76 ] [ 77 ] |
| Empire Awards                | 18 de março de 2018     | Melhor Trilha Sonora                                      | Beauty and the Beast                                                                | Indicado  | [ 76 ] [ 77 ] |
| Empire Awards                | 18 de março de 2018     | Melhor Maquiagem e Cabelo                                 | Beauty and the Beast                                                                | Venceu    | [ 76 ] [ 77 ] |